# Bachelor of Engineering
O Bachelor of Engineering (EngB) é um grau de graduação académico concedido com base em estudos avançados e pesquisas em Engenharia geral com título de bacharelado, aplicado para resolver problemas na indústria.